# Engrenages (association)
Pour les articles homonymes, voir Engrenage (homonymie).
Engrenages, réseau de musées et de sites patrimoniaux et industriels, d'abord nommé musées des techniques et cultures comtoises (MTCC) est une ancienne association française créée en 1978, disparue en 2018. Située à Salins-les-Bains, elle a pour but la promotion de 17 musées, lieux de visites et entreprises ouvertes au public, consacrés à l'industrie, aux hommes, aux techniques et aux savoir-faire en Bourgogne-Franche-Comté et en Suisse.

## Histoire
Créer en 1978 un « réseau de sites liés au patrimoine industriel » a été une initiative très originale de l'ethnologue de la Direction régionale des affaires culturelles de Franche-Comté ;  les thèmes en étaient : forges, tuilerie, salines, fromagerie, distillation... Jean-Louis Perrier (Le Monde du 20 août 1995) relevait que : « La logique, au début (en 1978), est celle de la préservation de monuments historiques. Il s'agit d'inventorier et d'étudier un territoire que quelques hauts fonctionnaires éclairés s'alarment de voir s'altérer ». Contrairement à d'autres régions où le mouvement est issu de la volonté d'érudits locaux ou d'anciens ouvriers d'un site, nous étions ici dans une logique de pouvoirs publics, qui, rationnellement, définissent une politique du patrimoine industriel et s'appuient immédiatement sur l'université pour entreprendre un inventaire, commente le directeur des musées, Philippe Mairot. On a confié par exemple à des étudiants un repérage de toutes les tuileries sur le terrain et dans les archives, et une fois que l'ensemble a été répertorié, on a pu dire : « il faut conserver celle-ci plutôt que telle autre ».
« En prenant en main son patrimoine industriel, la Franche-Comté s'est engagée bien au-delà de la simple conservation de bâtiments et de machines. Elle a ouvert des voies originales de mise en valeur, qui replacent l'homme au cœur du site. Dix lieux, intégrant des entreprises en activité, ont été ainsi mis en réseau par les musées des Techniques et Cultures Comtoises, apportant une dimension élargie à la notion de patrimoine industriel ».
L’association change de nom en mars 2017, après une réflexion engagée fin 2015. Elle se dote d'un nouveau logotype et d'un nouveau site internet à cette occasion. L'association est dissoute en octobre 2018.

Logo avant mars 2017.
Logo de mars 2017 à octobre 2018.

## Sites du réseau
- Verrerie-cristallerie La Rochère à Passavant-la-Rochère (Haute-Saône, France).
- Écomusée du pays de la cerise à Fougerolles (Haute-Saône, France).
- Musée de la mine Marcel-Maulini à Ronchamp (Haute-Saône, France).
- Forge-musée d'Étueffont à Étueffont (Territoire de Belfort, France).
- Musée Frédéric-Japy à Beaucourt (Territoire de Belfort, France).
- Taillanderie à Nans-sous-Sainte-Anne (Doubs, France).
- Fermes-Musée du Pays Horloger à Grand'Combe-Châteleu (Doubs, France).
- Grande Saline - musée du Sel à Salins-les-Bains  (Jura, France).
- Musée de la vigne et du vin du Jura du Château Pécauld d'Arbois (Jura, France).
- Maison du Comté à Poligny (Jura, France).
- Forges de Syam à Syam (Jura, France).
- Musée de la boissellerie à Bois-d'Amont (Jura, France).
- Musée de la lunette à Morez (Jura, France).
- Musée du jouet à Moirans-en-Montagne (Jura, France).
- Atelier des Savoir-faire à Ravilloles (Jura, France).
- Maison du Lapidaire à Lamoura (Jura, France).
- Musée du Fer et du Chemin de fer à Vallorbe (canton de Vaud, Suisse).
- Espace Horloger de la vallée de Joux à Le Sentier (canton de Vaud, Suisse).

## Galerie

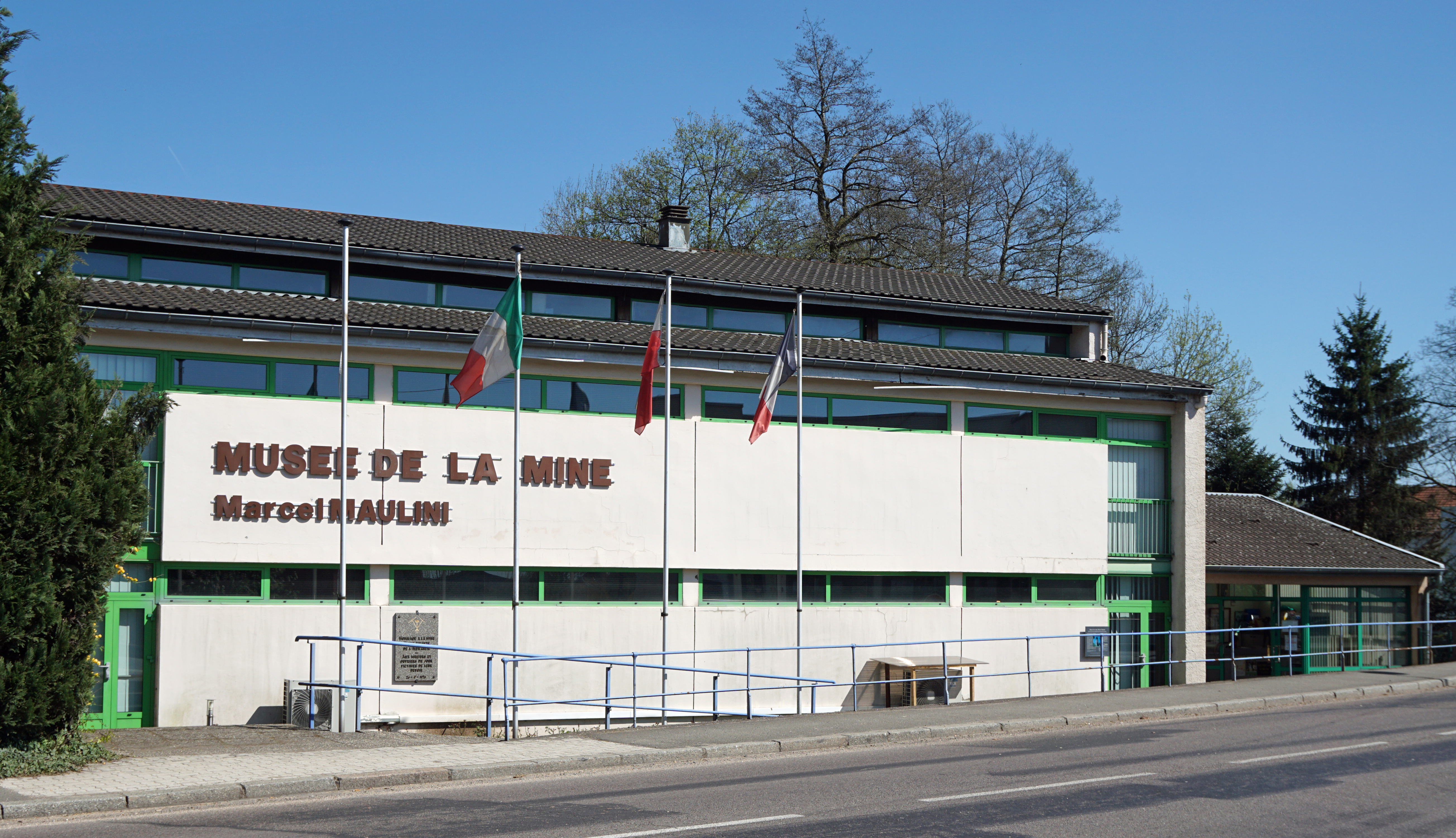
Musée de la mine Marcel-Maulini à Ronchamp.
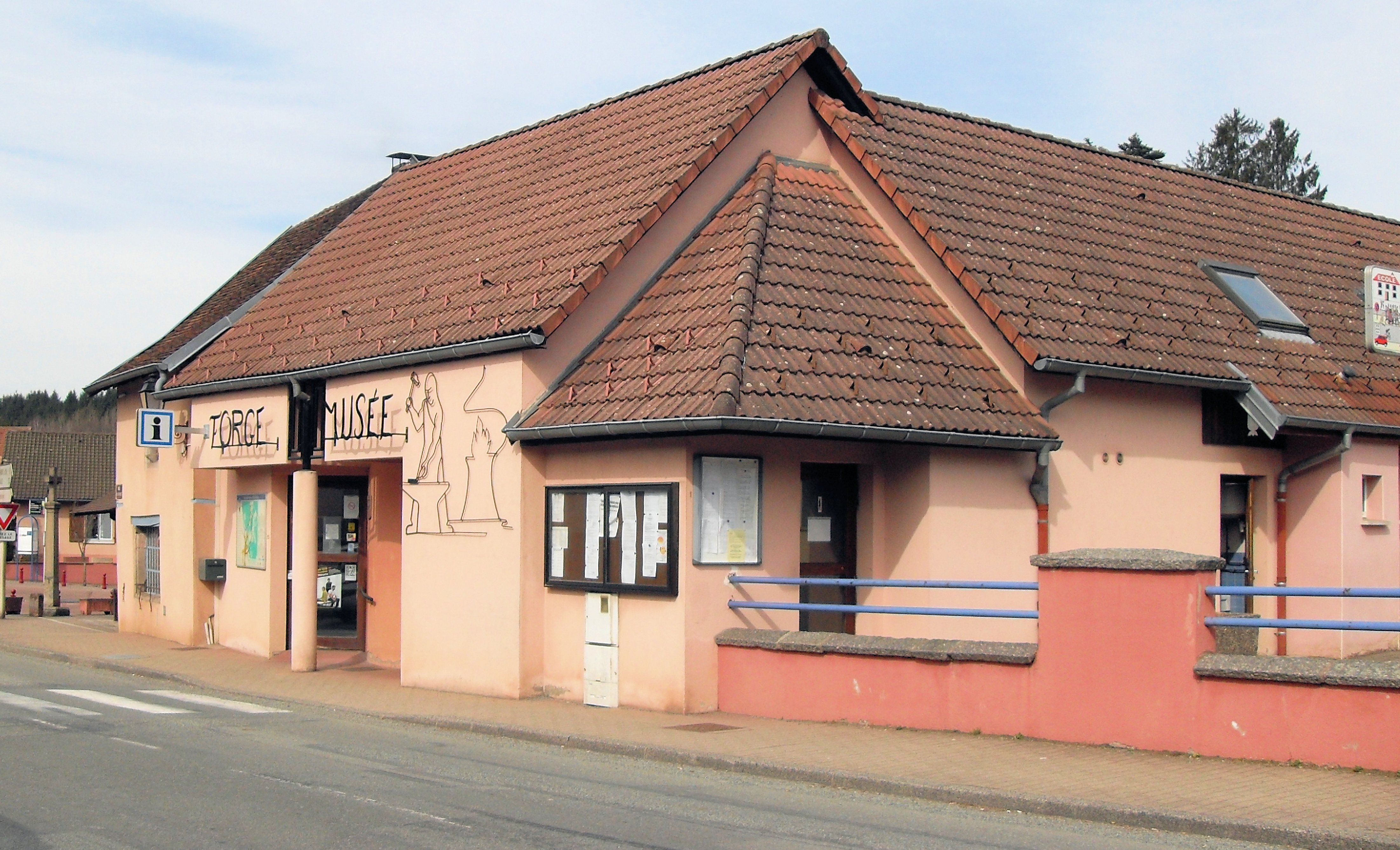
Forge-musée d'Étueffont à Étueffont.
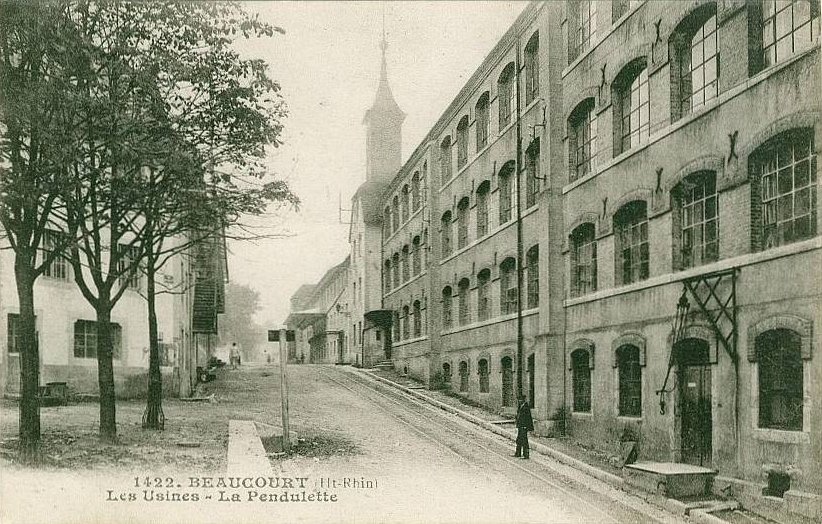
Musée Frédéric-Japy à Beaucourt.
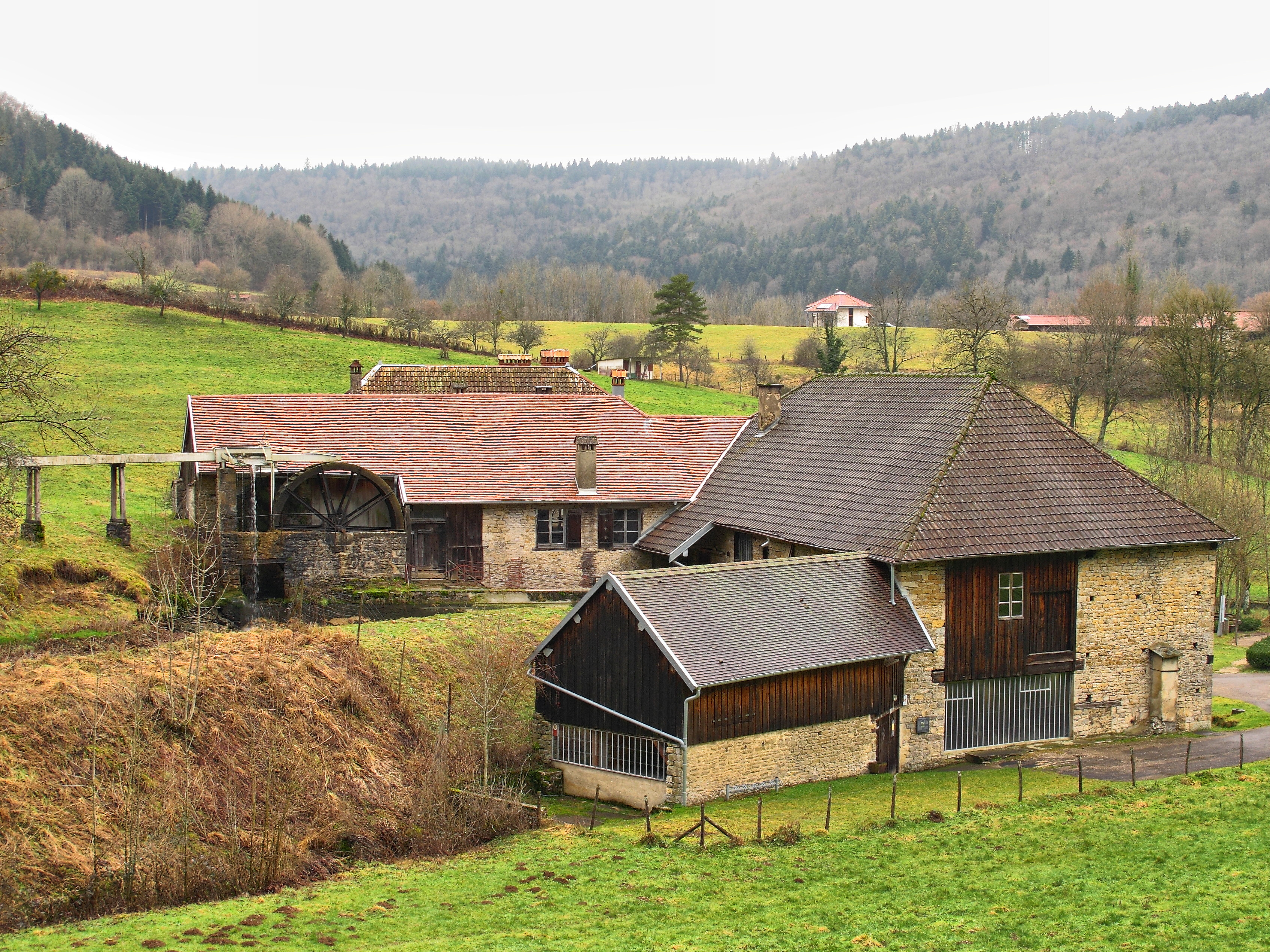
Taillanderie de Nans-sous-Sainte-Anne à Nans-sous-Sainte-Anne.
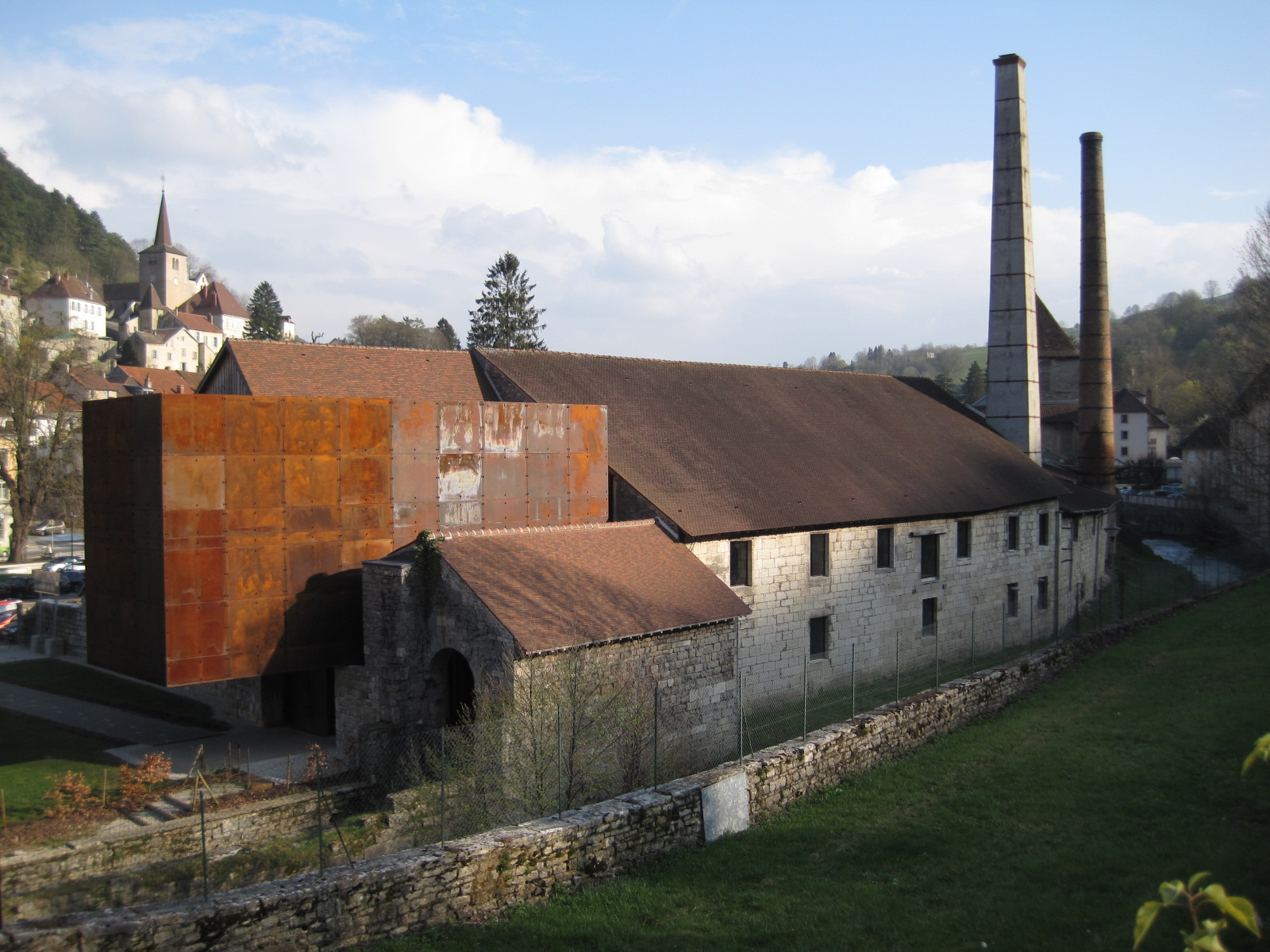
Salines de Salins-les-Bains à Salins-les-Bains.
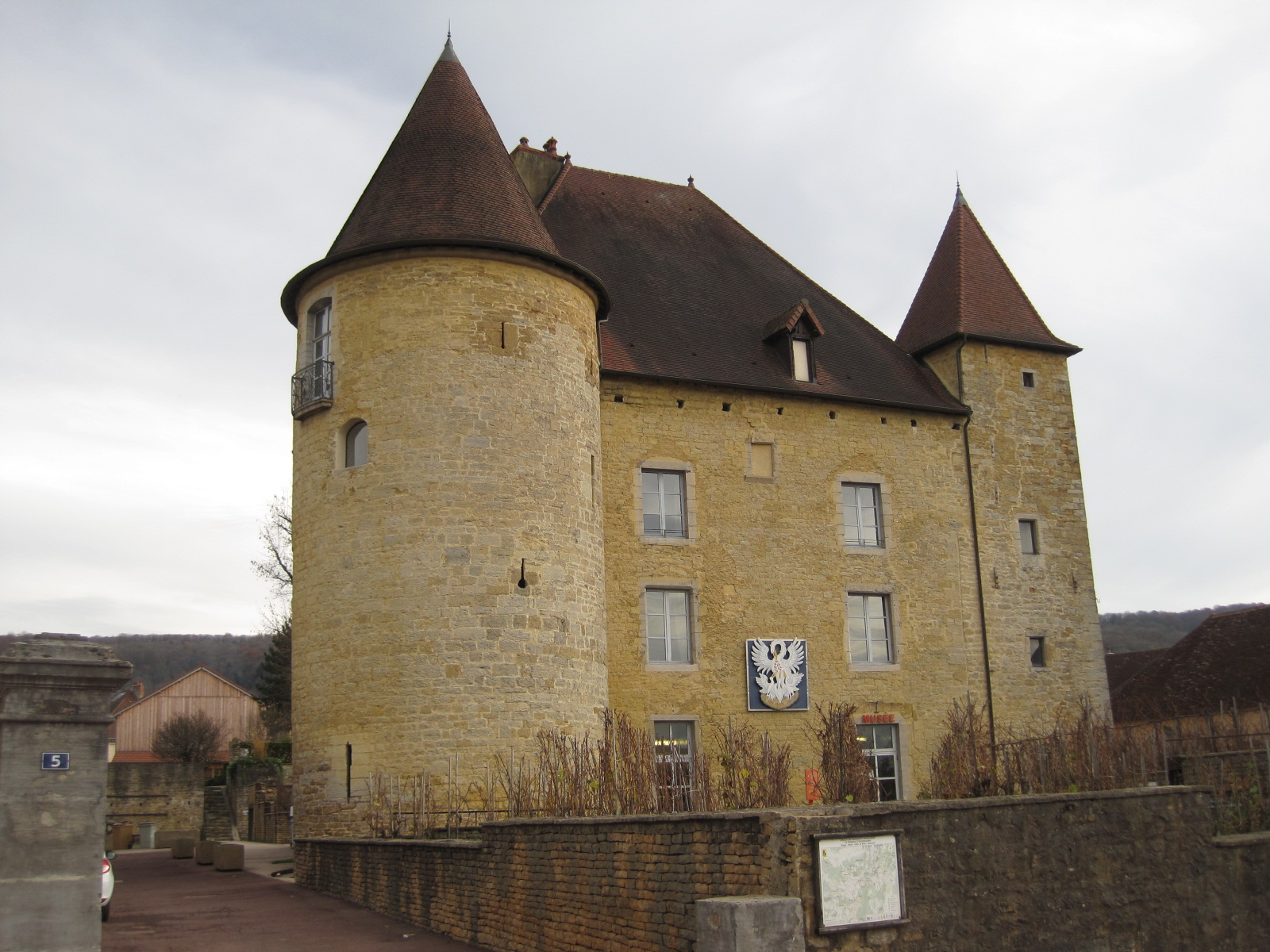
Musée de la vigne et du vin du Jura du château Pécauld d'Arbois.
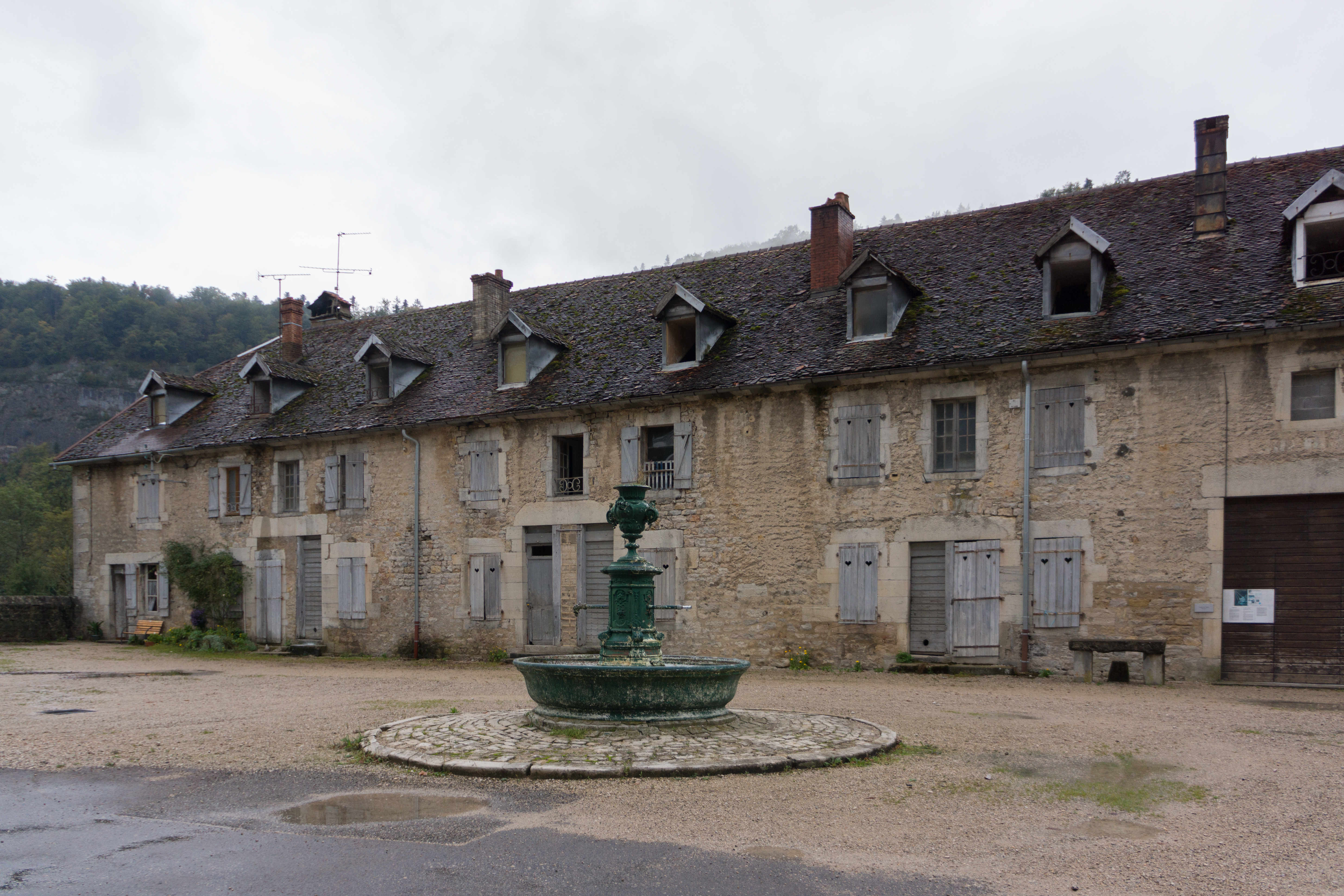
Forges de Syam à Syam.
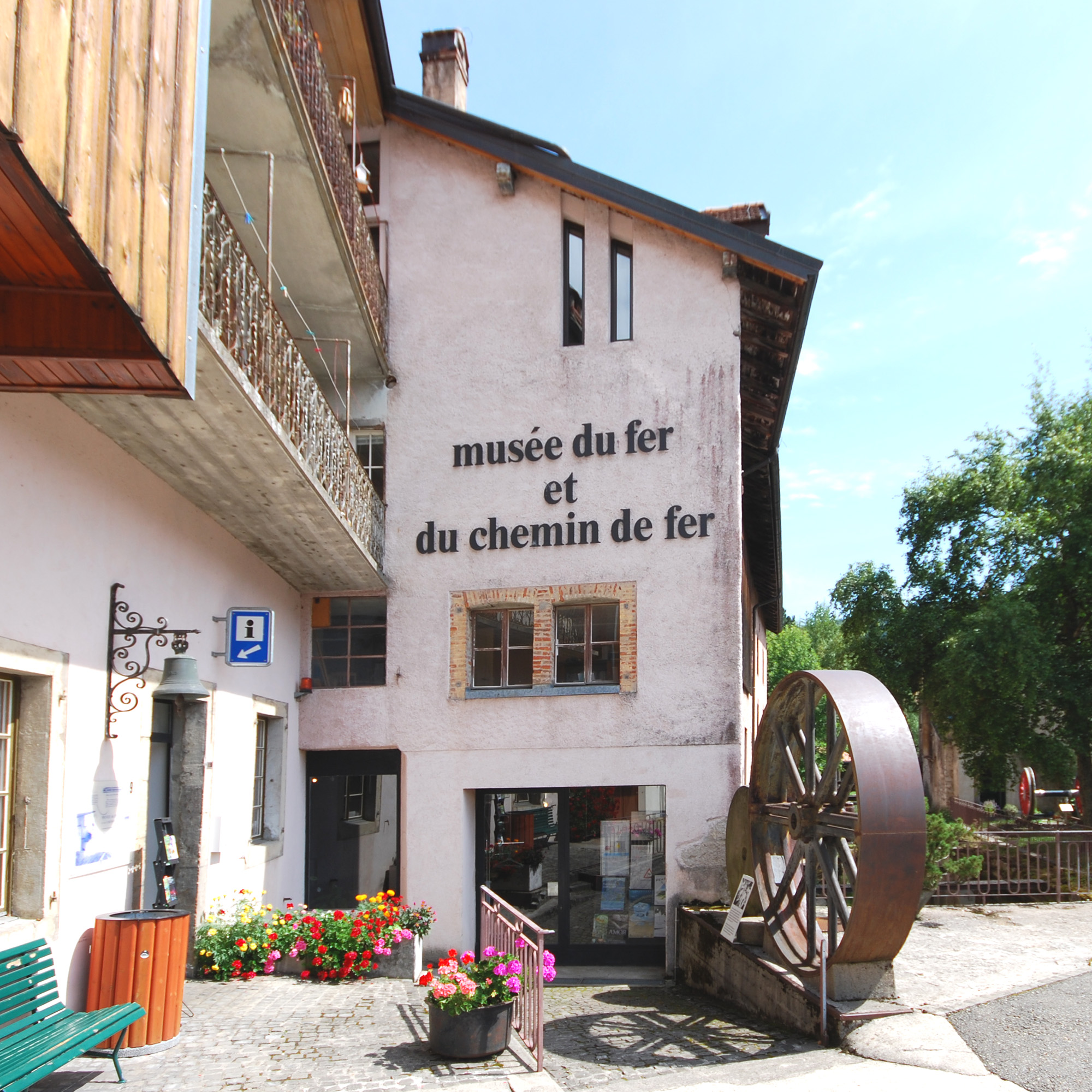
Musée du fer et du chemin de fer à Vallorbe.
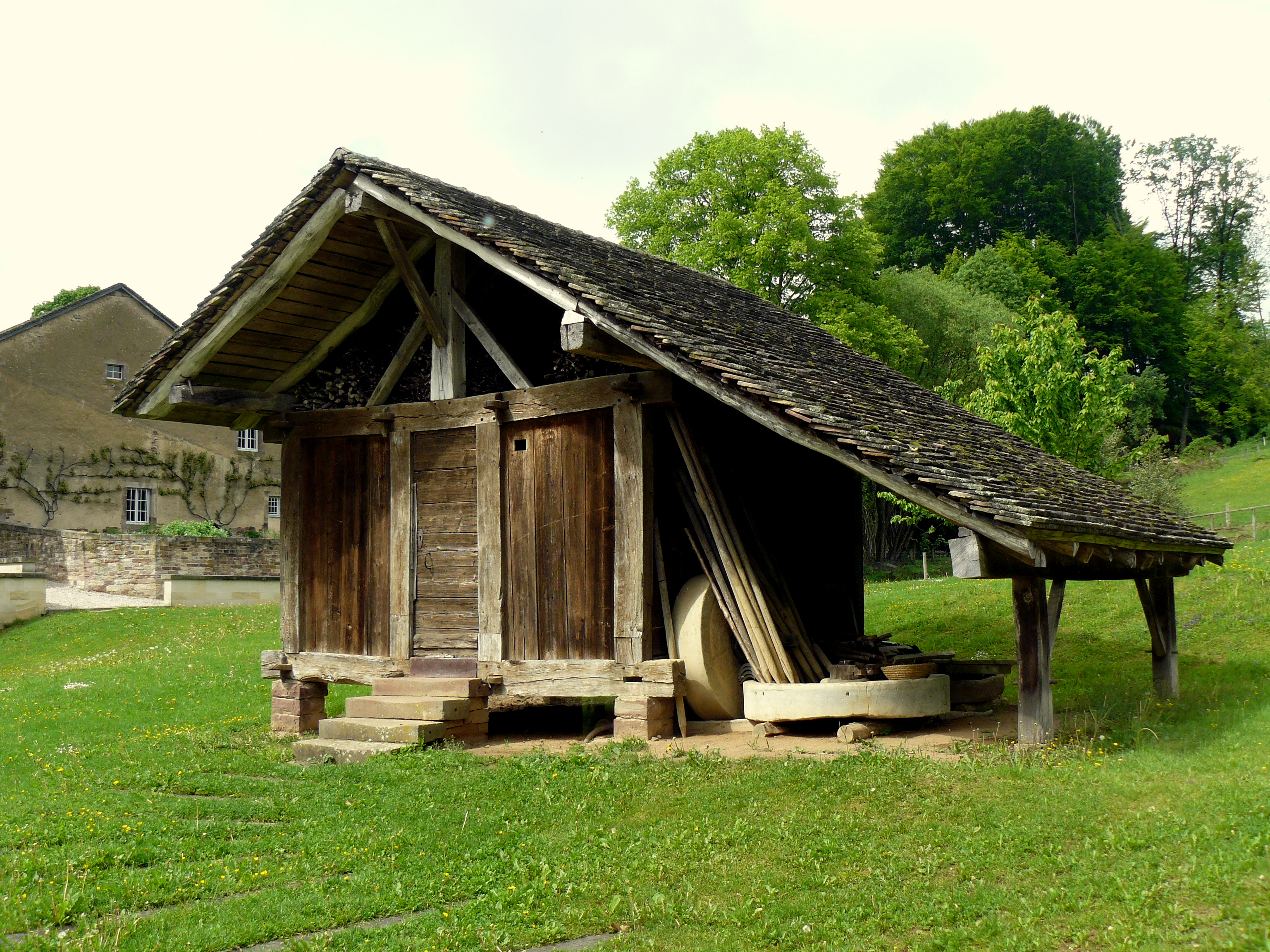
Chalot traditionnel présenté à l'écomusée de Fougerolles.